# 学校法人流通経済大学
学校法人流通経済大学（がっこうほうじんりゅうつうけいざいだいがく）は、日本の学校法人の一つで、日本通運株式会社が設立母体であり、流通経済大学、流通経済大学付属柏中学校・高等学校を運営している。1965年、財団法人小運送協会(1994年、財団法人利用運送振興会に改称。)を通じて設立された。
当時、営利法人(民間企業)が学校法人を直接設立出来なかった事。民間企業が事業活動で得た利益を、公益性の高い学校法人設立の為に拠出する事は、利益相反行為として、株主総会等で問題とされる懸念も予め想定し、日本通運は学校法人設立資金を財団法人に寄付。その資金の全額を用いて学園を設立する形態が執られた ただし、学園設立に向けた企画立案、人的・経済的実務を遂行したのは日本通運株式会社であるため、同社が学園の設立母体であると考えて差し支えない。
旧法人名は学校法人日通学園(2025年4月1日より法人名称を変更。)

## 歴史

### 通運業の起こり
1872年、汐留～桜木町間に日本初の鉄道が開通して以降、日本全国に鉄道網が建設・整備される。
この事は、それまで物流の中心であった、小型船舶で河川を運行して物資を輸送する水運、各地の宿場を貨物ターミナルとする馬車や飛脚(町飛脚)による駅伝制から、鉄道を利用した貨物輸送へと流通経済に変化をもたらした。
鉄道貨物輸送の普及に伴い、鉄道貨物の取扱駅を営業拠点とし、輸送する貨物を集荷・配送する、通運(つううん)又は小運送(こうんそう)と呼ばれる業種も誕生した。
コンテナリゼーションの実現していない大正・昭和初期の物流業界において、小運送(通運)は、オート三輪等の小型トラックや荷馬車・天秤棒による人力輸送で行われていた。その為、資力の乏しい者でも新規参入が容易な事業であり、窓口である各駅に中小零細企業が乱立し過当競争に陥っていた。

### 1937年 日本通運株式会社法
1937年。戦時物資の円滑供給の観点からこの問題を改善する為、政府は「日本通運株式会社法」を制定。同法により、1つの鉄道駅で小運送(通運)営業を許可する事業者は1社のみとする「1駅1店制」を導入。 全国各駅に乱立する小運送会社を整理・統合し、全国規模の国営総合物流企業「日本通運株式会社」として再編する政策(日通統合)を開始。終戦まで行われた。
この政策の一環として、通運(小運送)業界の中堅幹部を育成する教育機関の設立も構想される。
1938年。鉄道省の傘下に財団法人小運送協会が設立され、「小運送教習所」(修業年限1年。入学対象者は旧制中学卒業以上)を1940年に東京・神田和泉町に開校。1948年まで存在していた。
小運送教習所では、輸送に関する専門科目から、教養科目として文学や哲学、体育なども講義されていた事から、単なる実務教育機関ではなく、通運業界で活躍する人材の質的向上を目指していたとされ、現在の短期大学に近い教育課程だった。
(この事は、日本通運株式会社が「企業の設立資金寄付による学校法人設立と大学開学」を着想する要因の一つとなる。)

### 戦後
1945年の終戦以降、日本通運株式会社は民営化され、小運送教習所は同社の社内教育機関、業務研究所となり閉鎖された。
小運送協会も事業を縮小し、東京・大阪で学生寮の運営を行う法人となっていた。。
小運送教習所の閉校後、鉄道（鉄道学校・東京交通短期大学）・海運（商船高等専門学校、商船大学）・航空（日本航空高等学校）に関する専門教育機関（交通関連の高等学校一覧参照）は存在したが、これらの学校は主に、交通に関する技術（運行や整備に関するもの）を教授するものであり、交通機関を用いた複合的な輸送事業(利用運送事業)や、鉄道貨物輸送に代わって物流の主力となりつつあった自動車輸送を中心とした陸運業、生産管理の基礎となる倉庫業に関して、専門的な知識を持った人材を育成する教育機関は存在しなかった。
高度経済成長時代を迎え、製品の高機能化と言った技術開発競争に加えて、欧米から新たな生産性向上の方法として、在庫管理や生産計画の適正化に代表される、生産管理の発想が日本にも取り入れられて普及する様になる。
この状況に至り、これまでどちらかと言えば、受動的に貨物を輸送・保管するだけであった物流・流通業界や他業界の倉庫・物流担当部門でも、経済学・経営学を基礎とし、輸送に関する専門知識を持った将来の幹部候補となるべき人材の養成が求められて来た事から、産業界からも教育機関設立について幾つか提言されるようになった。
- 中西正道（大崎運送社長）
「輸送業界は従来人つくりにはあまり関心をもっていなかったようだが、近年積極的に大学卒業者を採用し、人つくりの重要性を痛感するようになった。そこでこれからは、このような大学出の者をいかに運送人とするかが大切な課題となろう」（昭和38年1月31日「輸送経済新聞」）
- 泉山信一（三八五貨物社長）
「むろん、はじめから独立した学校を設立することは困難であろうから、まず第一段階としてどこかの大学に交通運輸学科とか、運輸関係の専門学科を設置してほしいと思う。これを主軸として、将来独立した学校の設立にもっていけばよいだろう。あるいは業界が出資して、一つの私立大学のようなものをつくり、それをだんだんと拡大強化して行くという方法もある」（昭和38年3月18日「運輸タイムズ」）
- 本山実（運輸調査局陸運部長）
「諸外国では、ほとんどの商科系の大学が交通、運輸の講座をもっており、交通学の単位が設けられている。中にはミシガン州立大学のように、荷造、包装の専門学科が設けられている例もあり、これらの大学では、卒業後会社の輸送管理者としての実務に役立つような教育が施されているのである。これに対してわが国では商科系の大学でも交通の講座が設けられていないものがあり、あっても選択科目としてワキ役の存在でしかない」（昭和38年6月6日「輸送経済新聞」）

これらの代表的提言は、物流や流通に関する専門的知識を持った人材を育成する、高等教育機関設立の必要性を訴えるものであった。しかしいずれも、国や民間では単独での大学設立は困難であるとの前提に立ち、産業界主導で既存の大学に学部を増設するか、大学の経済・商科系学部に流通・物流に関する専門科目を増設させるために産業界が支援を行うかの選択に留まっていた。
また、入学対象者も物流・流通業界の若手社員を大学へ出向させ、社会人学生として大学で一定期間教育を委託する事を中心にした構想であった。
一方、日本通運株式会社は、物流・流通・交通に関する調査、研究、分析を行う民間研究機関として、1961年に日通総合研究所をすでに開設していた事から、「小運送教習所」の理念をモデルとした、従業員や社会人学生以外にも門戸を開いた、社内教育機関としてではない学校法人の形態での大学設立を具体的に表明していた。
- 福島敏行（日本通運社長）
「日本経済の高度成長の中で産業界が行った企業合理化の成長は大きいものがある。しかしそれが、流通部門の経路に入ると、この分野は未開拓で、合理化が忘れられたままになっている面がある。輸送事業という公共性から言っても、もっと早くこの計画を実行に移さねばならなかった。幸い、こんにち、こう言う気運が高まってきたので、おそまきながら大学設置に踏切りたい」（「輸送経済新聞」昭和38年10月3日）

### 設立までの流れ
民間企業による大学設置は過去に例を見ない事業で、日本通運単独による事業遂行は困難であったため、交通経済学者を中心とした大学教授に指導を仰ぎながら、学園創設が行われていった。
- 1962年 - 日本通運社長室、友岡久雄(法政大学教授,日通総合研究所参与),多田基(法政大学教授を経て大月短期大学学長),古川栄一(一橋大学教授),安藤良雄(東京大学教授),中川一郎(名城大学教授)の助言を基に、大学設立計画案を策定。
- 1963年 - 日本通運役員会にて大学設立計画を審議。
- 1963年 - 茨城県龍ケ崎市の東洋運搬機龍ヶ崎工場（現・日立建機龍ヶ崎工場）に隣接する同社所有の敷地を購入。校地予定地とする。（3月）
- 1963年 - 輸送経済新聞が「輸送経済大学設立へ-流通改善へ人づくり-」と題し、日本通運の大学設置計画を報道。社会一般に計画が周知される。（10月）
- 1964年 - 日本通運第156回取締役会にて大学設立計画を正式決定（1月）
- 1964年 - 日本通運本社内に大学設立準備委員会を設置,東京日通自動車工業社長、田中清武を委員長とする人事を発令（3月）
- 1964年 - 大学設立準備委員会より島田孝一（前・早稲田大学教授）を顧問,古川栄一を相談役として委嘱,安藤良雄にも引き続き、大学設立について指導を依頼する。（3月）
- 1964年 - 大学設立準備委員会が龍ケ崎市長、龍ケ崎市議会議長を訪問。大学開設を説明。（3月）
- 1964年 - 大学設立準備委員会、学校法人設立・大学運営の調査のため関東・中部・近畿の大学を視察。法政・中央・学習院・ICU・成蹊・成城・武蔵・東京経済・亜細亜・南山・大同工業大学・帝塚山大学などの大学を訪問。（4月）
- 1964年 - 法人名を「日通学園」。設置する大学を「流通経済大学」とする事を決定。（6月）
- 1964年 - 経済学部経済学科を設置することを決定,国文学者で大学で教務部長の経験もあった、 佐々木八郎(早稲田大学教授)に一般教養科目の編成について指導を要請。（7月）
- 1964年 - 茨城県龍ケ崎市の校地予定地にて地鎮祭。校舎建設を開始。（8月）
- 1964年 - 文部省に学園の設立及び大学の開学について申請（9月）
- 1965年 - 文部省より学園設立及び大学開学を認可される（1月）
- 1965年 - 学校法人日通学園設立発足（2月）

当時の日本通運社長であった福島敏行は自著（「通運50年」昭和42年刊）において、社内の従業員研修に力を入れる中で人材育成の必要性を痛感し、その発展として、日通学園創設と流通経済大学開学を構想したと触れ、
と、流通・物流分野を専門とする実学志向の教育機関を、産業界が直接支援して立ち上げた事の有用性と社会的意義について、多くの紙幅を割いて熱心に語っている。
また、物流業界の業界紙である輸送経済新聞では、昭和38年10月3日の紙面において、「輸送経済大学設立へ-流通改善へ人づくり-」と題し大学設立構想を取り上げ、次の様な識者のコメントを掲載している。
- 安藤豊禄（小野田セメント社長(当時)）[11]
「流通問題の専門大学ができるのは、日本の将来の発展を考えて、まことに画期的なことで、大変嬉しい。私もセメント関係の仕事をして、これまで輸送について深い関心をもっていただけに、まことに国家百年の計からみても有益な事業だと思うので諸手をあげて賛成したい」
- 石井常雄（明治大学商学部助教授(当時)）
「ことしの夏、ある会社から運輸省を通じて輸送専門の学科を明大に設置しないかという話があったが、輸送業界にこう言う機運が生じてきたことは喜ばしい。事務系、技術系の管理者を養成する学科を設けて欲しい。前者には会計学、経営学、市場部門。後者には交通学、流通部門、とりわけ運行管理とか無線などに力を入れて欲しい。第三には、国際感覚を養うために貿易学を取り入れる必要があると思う。いずれにせよ、こう言う流通専門の大学が設立されるのは、輸送部門を再認識するためには絶対必要なことである」
- 唐津一（松下通信工業企画部長(当時)）
「オペレーションズリサーチをやっていて感じる事は輸送というものには相当な数字がついてまわると言うことだ。つまり、数字を知らなければ輸送は解けないのである。輸送分野には文科系の人が多いのだが、こうした人は数字を非常にきらう。輸送を担当する人は万能でなければならないわけだ。日本の学問はとにかく外国のマネをしがちであるが、日本独特の流通分野の学問を確立し、優秀な人を育ててもらいたいものだ」
- 清水馨八郎（千葉大学教育学部助教授(当時)）
「私は交通関係を第三次産業とせず第四次産業として別格に扱うべきだと思う。そのためにもこの分野で学問が必要になってこよう。一番大きな問題であるこの分野に学問がなかったのはむしろ変則だったともいえる。交通の総合的な研究を行い、社会学的な立場をとってもらいたいと思っている」

日本通運入社5年目の若手社員であった岡部正彦(元・日本通運株式会社社長,前・学校法人日通学園理事長)も、開学50周年を迎えた2015年に当時の状況を回顧し
と、日本初となる物流・流通分野の専門的な教育・研究を特徴とする大学の設立に、業界関係者として多くの期待を寄せていた事を述べている。

## 日本通運と流通経済大学
順調に開学したかと思われた学園だったが、1960年代後半から1970年代前半にかけて、日通事件を背景とする日本通運の業績不振などにより、財政支援を期待した運営が難しくなるという状況や、企業による大学支配との教育界からの批判的な意見が寄せられる、と言った想定外の事態に直面し、大規模な運営の見直しを余儀なくされた事を教訓とし、財務の独立と健全化、広く社会科学分野に渡り学部増設を行うなどの組織拡充を一つの法人運営の目標とした結果、運営している諸学校が学校法人で得られる収入により独立採算で充分運営できる体制を整えたため、日本通運による支援は、節目ごとや特別な事業を行う際に、限定された寄附として行われる傾向にあり、財務上はほぼ独立している。
一方、教育や研究の振興に関する援助・協力関係は設立の背景を反映して緊密であり、日本通運役員・出身者が学園の役職者として就任するなどの、人的交流や学園運営へのアドバイス、流通経済大学で実施している「日本通運寄附講座」の提供や、インターンシップ（大学生による職場実習を単位として認定する制度）を行う学生の受入れなど教育事業への協力、物流問題についての大学研究者との共同研究、物流施設見学への協力など、学園運営や教育・研究の充実への人的・制度的支援には数多くの取り組みがあり、こちらの結びつきの方が強い。（なお、日本通運株式会社の社史には、日通学園の設立について記されているほか、毎年発行しているCSR報告書にも、同社が行う社会貢献事業のひとつとして学園についての記述がある 。）
日本の学校法人の殆どが、学者や教師など個人の篤志や、仏教・キリスト教などの宗教団体の慈善事業により設立された場合が大半であるのに対し、企業が学術・教育の振興と産業界の発展を目的として、学校法人の設立・運営を支援しているのは、ダイエー出資の流通科学大学、トヨタ自動車出資の豊田工業大学、東京急行電鉄出資の東京都市大学（旧武蔵工業大学）、亜細亜大学、東武鉄道出資の武蔵大学、ソニー出資の湘北短期大学、コニカ（現・コニカミノルタ）出資の東京工芸大学、マルハ出資の神奈川工科大学、ノリタケカンパニーリミテド出資の森村学園などがあるのみである。

## キャンパス
- 【龍ヶ崎キャンパス】※法人本部
  - 茨城県龍ケ崎市字平畑120番地（JR常磐線「龍ケ崎市駅」よりバスで約15分）
- 【新松戸キャンパス】※大学本部
  - 千葉県松戸市新松戸三丁目2番1号（JR常磐線・武蔵野線「新松戸駅」より徒歩4分）

### 歴代学長
- 初代：島田孝一【1965年 - 1974年】（早稲田大学第6代総長、交通経済学）
- 2代：佐伯弘治【1974年 - 2001年】（元・学校法人 日通学園学園長、前・学校法人国士舘理事長、民法・法社会学）
- 3代：坂下昇【2001年 - 2002年】（理論経済学,前・筑波大学教授）※病気により途中退任
- 4代：野尻俊明【2002年11月 - 2008年11月】（経済法・物流政策）
- 5代：小池田冨男【2008年11月 - 2015年3月】（経済学史）
- 6代：野尻俊明【2015年4月- 2021年3月】（経済法・物流政策）
- 7代：上野裕一【2021年4月-2024年3月】（スポーツ科学）
- 8代：片山直登【2024年4月-】（経営工学・オペレーションズリサーチ）

## 流通経済大学付属柏高等学校/流通経済大学付属柏中学校
千葉県柏市十余二1番地20（首都圏新都市鉄道つくばエクスプレス「柏の葉キャンパス駅」および東武野田線「江戸川台駅」よりスクールバス約10分。

## 歴代理事長
- 1代：福島敏行 （日本通運社長と兼務）
- 2代：澤村貴義 （日本通運社長と兼務）
- 3代：廣瀬眞一 （日本通運社長・会長と兼務）※鉄道省（現･国土交通省）OB
- 4代：長岡 毅　（日本通運社長・会長・相談役と兼務）
- 5代：宇田川 靖（元・日本通運常務取締役、前・日通総合研究所社長）
- 6代:児玉駿（元・日本通運常務取締役、前・日通総合研究所社長）
- 7代:岡部正彦（前・日本通運会長・社長、現・相談役）
- 8代:野尻俊明（前・NIPPON EXPRESSホールディングス監査役,元・日本通運監査役,元・流通経済大学学長）
- 9代:尾曲昭司

※流通経済大学龍ヶ崎キャンパスの「澤村記念館」は、第2代理事長、澤村貴義の功績を称えて建設されたものである。
※理事長職については、近年では、学園の創設母体である日本通運の役員経験者を常勤の理事長として迎え、学園の運営に専念する態勢となった模様。

## 法人の理事及び役員
- 理事長:尾曲昭司
- 理事:朝倉啓一郎,安藤伸樹,陰山雅義,片山直登,齋藤充,杉山雅洋,竹添進二郎,堀江健二,堀切智,前田聡,村田典子,本橋信隆
- 監事:鈴木理仁,寺村温雄,溝田浩司
- 評議員:赤間立也,井垣竹晴,池田誠,今井利彦,大槻秀史,小野崎英杉山千尋,髙橋修,寺田大泉,鳥谷部秀喜,中澤聡,馬場崎靖,藤平正義,安岡定子,山本道也,吉田功

## 廣瀬眞一記念スポーツ賞
学園の第3代理事長で日本通運会長であった、廣瀬眞一は、学生時代から続けていた趣味の柔道をたしなんでおり、学園の理事長として、柔道部の合宿や練習に参加して学生と交流、大学を訪れ学生を激励するなど、歴代の理事長の中でも特に、学園の運営や学生との交流に深い理解と関心を示していた。
廣瀬の死後、学園の課外活動に対する深い理解と、学生との交流を積極的に行った故人の意思を称え、流通経済大学の課外活動で特に優秀な実績を残した在学生に対し、「廣瀬眞一記念スポーツ賞」を設け、主に卒業式で表彰する事とした。
【近年の受賞者】
- 難波宏明（2006年度:Jリーグ・横浜FC選手）
- 神戸拓光（2006年度:プロ野球選手。千葉ロッテマリーンズ）
- 栗沢僚一（2004年度：Jリーグ・FC東京選手）
- 塩田仁史（2003年度：Jリーグ・FC東京選手）
- 阿部吉朗（2002年度:Jリーグ・FC東京選手）
- 田山寛豪（2002年度：トライアスロン選手、2004年アテネオリンピック出場）

## 主な参考文献・資料
- 佐伯弘治「いま歴史の岐路に立って」（桐原書店:1990年）
- 佐伯弘治「運命との邂逅」（流通経済大学出版会：2003年）
- 「流通経済大学30年史」（1998年:流通経済大学出版会）
- 「週刊ダイヤモンド・役に立つ大学98年版」（ダイヤモンド社:1998.4.15）
- 「産学協同の先駆けに誇り」（毎日新聞：1999.1.24）
- 「流通経済大学の学風」（読売新聞:1999.12.12）
- 流通経済大学及び日本私立学校振興・共済事業団私学振興事業本部ホームページ
- 佐伯弘治「露月池の春秋 －流通経済大学の発祥－」